# Stroga
Stroga ist ein Ortsteil der sächsischen Stadt Großenhain und liegt an der Nordgrenze des Landkreises Meißen.
Er liegt etwa 6 Kilometer von Großenhain entfernt in der Großenhainer Pflege.

## Geschichte

### Entwicklung des Ortsnamens
- 1378: Stragow
- 1398: Stragow
- 1446: Strage
- 1509: Strogaw
- 1540: Strage
- 1588: Stroga[3]

### Ortsgeschichte
Stroga wurde erstmals im Jahr 1378 als Stragow (Wachplatz) urkundlich erwähnt. Es gehörte damals zum Castrum Großenhain. Später diente der Ort dem Gut in Zabeltitz als Vorwerk.
Bronzezeitliche Funde östlich von Stroga deuten auf eine frühere Besiedlung des Ortes. Südlich des Elligastbaches befand sich der heute wüste Ort Pickwitz. Etwa 1300 m nordöstlich vom heutigen Stroga befand sich vermutlich eine Turmhügelburg. Sie hatte einen Durchmesser von 40 m und einer Grabenbreite von 3 m. Jedoch hatte diese Wehranlage sicher keine Vorburg und lässt auch keinen Innenausbau erkennen, was auf eine nicht als Wohnveste genutzte Warte deutet.
1398 war Stroga Teil des Amtes Mühlberg. Im Jahre 1404 gab es 13 Hufen. Nach etwa 1530 war Stroga im Besitz der Familie Pflugk. Nickel Pflugk ließ die hölzerne Dorfkirche 1555 abreißen und verkaufte das Holz zugunsten des Kirchenvorstandes von Skäßchen. Noch 1591 gab es große Niederungswaldungen mit Erlen, Birken und Eichen in der Aue des Elligastbaches.
Im Dreißigjährigen Krieg wurde der Ort – bis auf das Vorwerk und die Mühle – von den Schweden verwüstet. 1636 wird eine Schäferei erwähnt, welche bis in die 1960er Jahre bestand. In der Zeit von 1557 bis 1933 gab es eine Wassermühle an der Elligast. Im Jahr 1791 lag Stroga im Gebiet des Amtes Hayn. Im Jahre 1825 gab es in Stroga 4 Häusler. 1869 wurde erstmals eine Brennerei verzeichnet. Auf großmaßstäblichen Karten aus dem 19. Jahrhundert erkennt man in Stroga einen Gutsweiler mit Gutsblockflur.

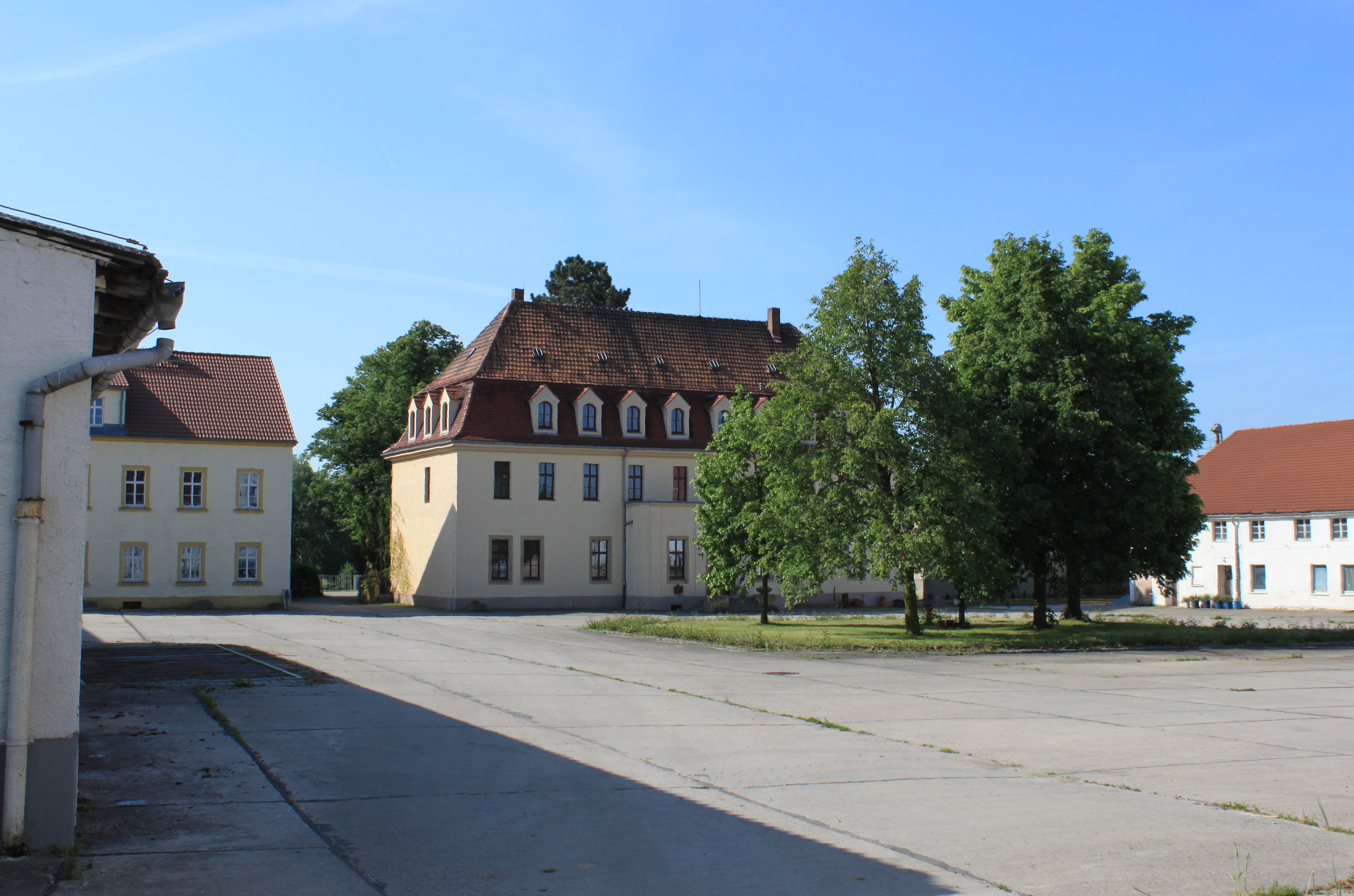
Landgut Stroga

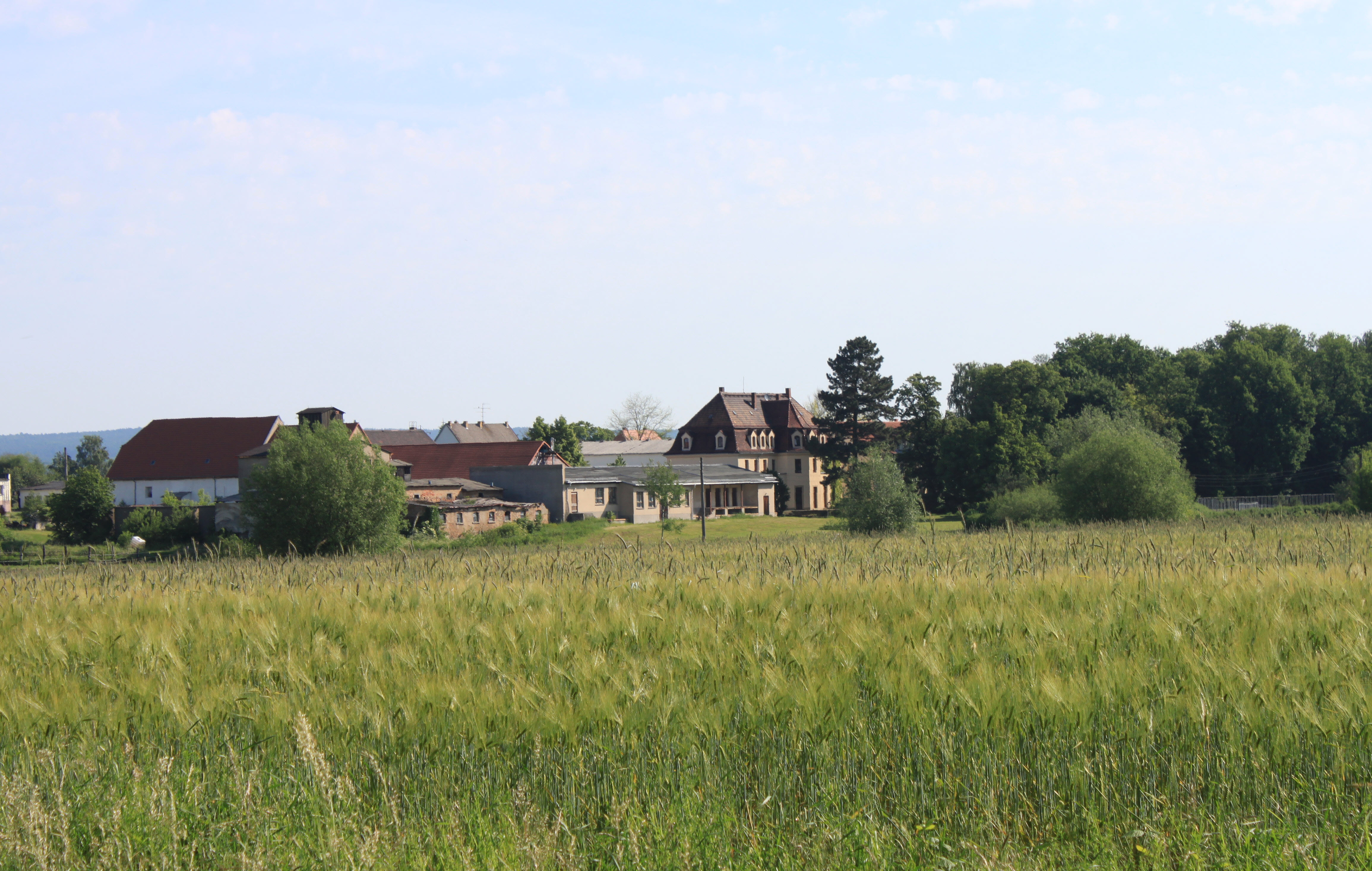
Das Landgut, Sicht von der B 101

Das Rittergut in Stroga befand sich bis 1945 in Privatbesitz und wurde dann bis 1949 von der Sowjetarmee als Versorgungsgut genutzt. Danach war es Volkseigenes Gut, zu dem viele Doppel- und Reihenhäuser an der Uebigauer Straße entstanden. Bis in die 1990er Jahre betrieb das Gut südlich des Ortes ein wichtiges Anbaugebiet für Äpfel.
Stroga gehörte zunächst zu Zabeltitz. Am 1. Januar 1950 wurde der Ort nach Nasseböhla umgegliedert. Am 1. März 1994 erfolgte der Zusammenschluss der bis dahin selbständigen Gemeinden Nasseböhla (mit Stroga), Görzig, Skäßchen (mit Krauschütz, Skaup und Uebigau), Strauch und Zabeltitz-Treugeböhla zur neuen Gemeinde Zabeltitz. Als solche existierte sie bis zum 31. Dezember 2009. In einem Bürgerentscheid am 7. Juni 2009 entschieden sich 81,22 Prozent der Wähler für eine Eingemeindung nach Großenhain. Diese wurde zum 1. Januar 2010 vollzogen.

## Kultur und Sehenswürdigkeiten

### Bauwerke
- Herrenhaus des einstigen Landgutes[7]

### Regelmäßige Veranstaltungen
Für Fans der elektronischen Musikszene findet einmal jährlich im Juli das Stroga Festival statt. Veranstaltet wird das Festival von den ortsansässigem Verein Stroga Festival e. V.

## Verkehr und Infrastruktur
Durch Stroga verläuft die B 101. Etwa 1,6 Kilometer westlich (in Zabeltitz) befindet sich ein Haltepunkt der Bahnstrecke Berlin–Dresden. Direkte Nachbarorte sind Frauenhain, Strauch, Uebigau, Skaup, Großenhain, Nasseböhla und Zabeltitz. Zwei Buslinien verbinden Stroga unter anderem mit Gröditz, Zabeltitz und Großenhain.